# Conte de Noël (Mauriac)
Ne doit pas être confondu avec Un conte de Noël.
Pour les articles homonymes, voir Conte de Noël (homonymie).
Conte de Noël est une nouvelle de François Mauriac publiée en 1938 dans le recueil Plongées aux éditions Grasset.

## Écriture de la nouvelle
Cette courte nouvelle, proche d'un récit très autobiographique de son auteur — qui utilise ici le « je » du narrateur de l'histoire tout en y intégrant un « je » personnel —, reprend l'un des personnages du Mystère Frontenac, le jeune Yves Frontenac âgé alors de sept à huit ans qui se remémore un tendre ami d'enfance profondément perturbé par un « pieu mensonge maternel ».
La première édition de Conte de Noël se fait dans le recueil de courts textes intitulé Plongées et paru en 1938 chez Grasset. Ces nouvelles sont pour la plupart consacrées à faire réapparaître des personnages précédemment croisés dans les romans de Mauriac, procédé que l'auteur affectionne alors pour éclairer d'une lumière à la teinte légèrement différente la psychologie des héros mauriaciens.

## Résumé
Yves Frontenac à l'approche de Noël s'interroge à sept ans passés sur la réalité des cadeaux de Noël supposément apportés par le « petit Jésus » la nuit de la Nativité. Avec son camarade de pensionnat, le doux et bouclé Jean de Blaye — qui croit fermement à la chose puisque « maman ne ment pas » et subit pour cela les railleries de ses camarades —, Yves qui commence à émettre des doutes décide de veiller pour tirer cela au clair et incite Jean à faire de même. Alors que la nuit de veillée avance et qu'il fait semblant de dormir Yves voit une première fois sa mère entrer dans la chambre et ne peut s'empêcher de l'embrasser ; moitié somnolent, il l'entend une seconde fois entrer dans sa chambre mais ne peut se convaincre que c'est totalement elle mais plutôt « Lui vivant en elle ».
À la rentrée de janvier, Yves cherche Jean pour lui dire qu'« Il » existe en sa mère. Ne pouvant le trouver dans la masse des enfants, il s'aperçoit tout à coup que Jean, cheveux tondus, est décidément différent. Ce dernier, un peu agressif, prétend qu'il avait fait semblant de croire et, alors qu'Yves l'interpelle, lui répond tout en passant la main sur son crane qu'« elle ne le blaguera plus ».
Une douzaine d'années plus tard, Yves est un jeune dandy parisien se prétendant poète. Un soir il croit reconnaître Jean de Blaye avant de s'apercevoir qu'il s'agit de son frère aîné Philippe. Ce dernier lui apprend la vie dissolue de son frère, qui à la suite d'une énième lutte avec leur mère, avait sombré dans les délits en tous genres pour finir par perdre la vie à Saïgon, l'année précédente. Yves médite le sens de la fin de son ami qu'il lie à la trahison maternelle et rentrant chez lui au petit matin décide d'écrire sa première nouvelle, devenant ce jour-là romancier.

## Éditions
- Dans le recueil Plongée, éditions Grasset, 1938, rééd. 1946.
- Œuvres complètes, vol. VI, éditions Fayard, 1951.
- Œuvres complètes, tome III, Bibliothèque de la Pléiade, éditions Gallimard, 1981  (ISBN 2-07-010990-9).